# Tabla
 (septembre 2022).
Si vous disposez d'ouvrages ou d'articles de référence ou si vous connaissez des sites web de qualité traitant du thème abordé ici, merci de compléter l'article en donnant les références utiles à sa vérifiabilité et en les liant à la section « Notes et références ».
Le tabla (en hindi तबला (tablā), ourdou طبلہ, dérivé de l'arabe tabla qui veut dire « petit tambour ») est un instrument de musique de percussion de l'Inde du Nord, joué également au Pakistan, au Bangladesh, au Népal et en Afghanistan. Il se présente sous forme d'une paire de fûts, composée du dayan (tambour droit) qui produit divers sons aigus, et du bayan qui sert aux sons de basse.
Le tabla s'utilise en solo, ainsi qu'en accompagnement dans la musique classique hindoustanie (Khayal de l'Inde du Nord et du Pakistan), le Kathak (danse classique de l'Uttar Pradesh), dans la musique classique afghane et quasiment dans toutes les formes populaires dans ces régions. Depuis quelques années, il est intégré et échantillonné dans les musiques de fusion et électroniques.
Cet instrument apparaît à partir du XVIIIe siècle dans les cours mogholes de l'Inde, pour accompagner le Khayal qui commence à prendre de l'importance face au Dhrupad.
À partir du milieu du XVIIIe siècle, 6 styles (Gharanas) se développent et sont reconnus aujourd'hui par l'ensemble des maîtres tablistes : Pendjab, Delhi, Lucknow, Ajrada, Farrukhabad et Bénares.

## Description
Avec le mridangam, c'est le membranophone le plus complexe qui soit. Le tabla est composé de deux fûts : le dayan ou dahina (droite), et le bayan ou baya (gauche), accordé généralement à la quinte grave (en fonction de la tonalité et du raga, ce peut être à la quarte ou à l'octave).
Le dayan est un petit tonneau taillé dans un tronc de thun, de teck ou de palissandre, mais seule une petite partie est excavée. Il importe de garder un fond lourd pour assurer stabilité et résonance vibratoire. Une première peau de chèvre y est posée sur la bouche, sur laquelle une autre est liée par un tissage en cuir de chameau, puis coupée en son centre.

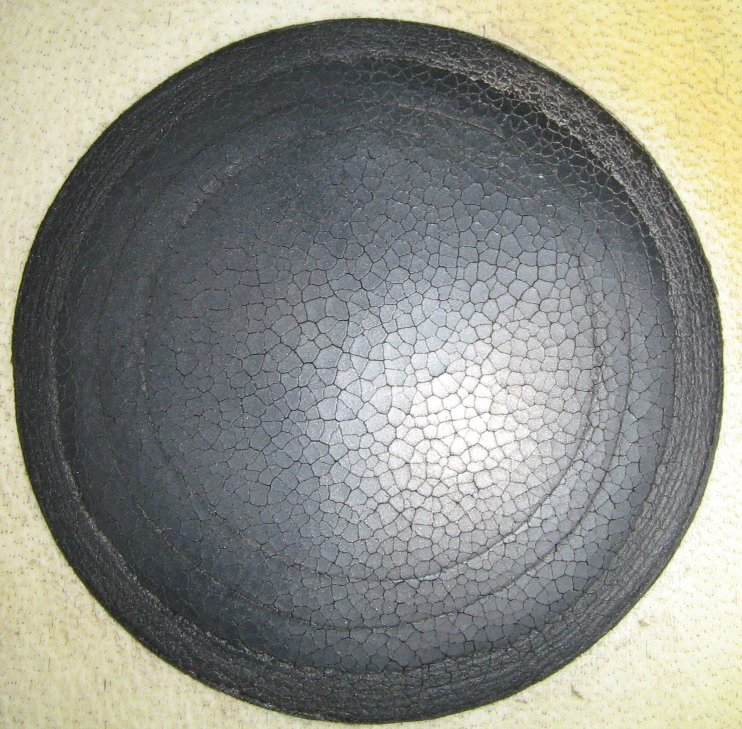
Détail de la shyahi.

Une pâte, nommée « suru » composée de farine et de fer, est appliquée au centre de la peau pour former une pastille noire, la « shyahi », permettant de faire sonner l'harmonique fondamentale. 
Acoustique
L'amortissement apporté par la friction de la peau découpée sur la peau pleine, et l'ajout de masse et d'amortissement apporté par cette pastille, confèrent à l'instrument un accordage en série presque harmonique, ce qui est exceptionnel pour une membrane vibrante (l'autre exception étant la timbale d'orchestre). Des mesures de vibration sur la membrane montrent que les différents modes s'établissent en série jusqu'au 5e ou 6e avec des rapports quasi constants les uns avec les autres. Les techniques de jeu permettent de changer la note en bloquant certains modes ou en les favorisant en posant les doigts sur certaines lignes nodales.
Des lanières de cuir et des cales en bois (« guti ») permettent de tendre les peaux et d'en faire l'accord avec la tonalité du raga.
Le bayan est une timbale en terre cuite ou en cuivre (ou laiton), recouverte elle aussi du même système complexe de peaux et pastille, mais cette dernière est décalée du centre.
Les lanières sont souvent des cordelettes avec des anneaux et plus rarement des petites cales de bois (« guti ») pour les accorder. Il faut aussi un marteau pour accorder l'instrument (opération délicate là aussi).
Il existe plusieurs tailles adaptées à la fois à la morphologie du joueur, et au style de musique (grand tabla pour le chant).

## Jeu

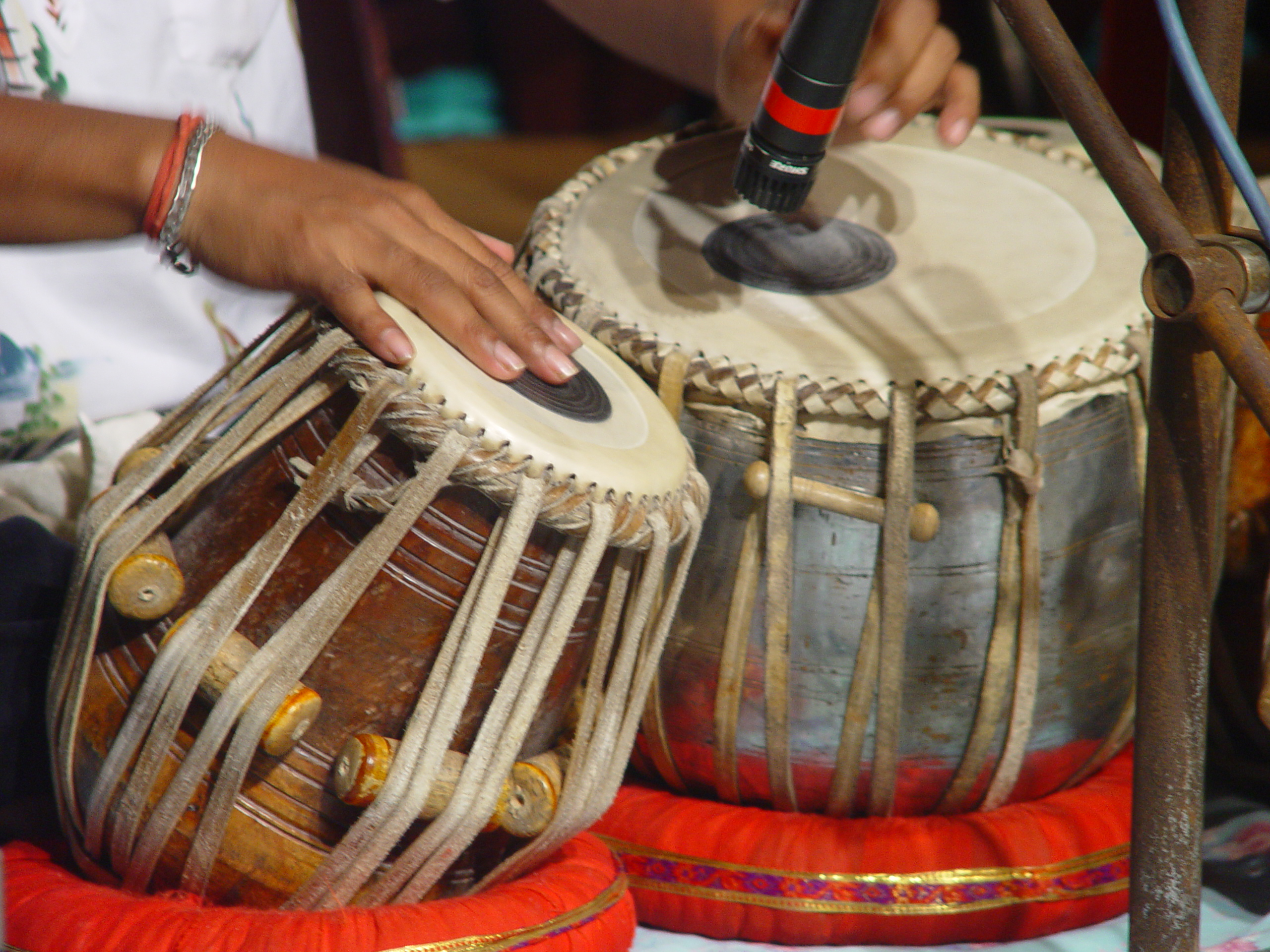
Mains d'un joueur de tabla à Calcutta (2004).

On en joue assis par terre, les instruments reposant sur des petits coussins en forme de tore afin de les orienter correctement.
Les peaux sont frappées avec les doigts. Les mains sont en contact permanent avec l'instrument, offrant un appui aux doigts, qui ont ainsi plus de précision. La technique est très évoluée et permet de réaliser une grande variété de sonorités, aiguës ou graves, sèches ou profondes, la frappe sur le tambour grave servant surtout à donner la cadence.
Le tabla est utilisé en solo, en accompagnement de chants et de danses kathak ou d'ensemble d'instruments traditionnels indiens, comme le sitar ou le sarod. On l'utilise pour jouer la musique indienne hindoustani, mais il apparaît aussi dans la musique de film, et la world music.
Diverses régions indiennes ont élaboré leur propre style de jeu du tabla et on se réfère à six écoles majeures ou gharana : celles du Punjab, de Delhi, d'Ajrada, de Farrukhabad, de Lucknow et de Varanasi. L'apprentissage du tabla est très long et nécessite la présence d'un guru qui transmet les bols, c'est-à-dire, les onomatopées désignant les diverses techniques de frappes. Il y a en effet des milliers de rythmes à mémoriser ainsi.
Dans le sud de l'Inde, pour la musique carnatique, on lui préfère le mridang.
Le tabla tarang est un ensemble de sept tablas posés en demi-cercle autour du tabliste, et accordés chacun selon une note afin de former un râga. Les instruments sont dès lors joués les uns après les autres afin de décliner les mélodies. C'est une formation assez rare, mais prisée au cinéma indien pour son côté spectaculaire.

## Musiciens notables
- Alla Rakha (1919-2000)
- Zakir Hussain (1951-2024)
- Trilok Gurtu (1951-)
- Ibrahim Ibrahimi (1972-), musicien et pédagogue afghan.